# Mario Božić
Mario Božić (ur. 25 maja 1983 w Tuzli, zm. 3 kwietnia 2023) – bośniacki piłkarz grający na pozycji pomocnika, zawodnik azerskiego klubu Simurq Zaqatala, do którego trafił latem 2012 roku. W reprezentacji Bośni i Hercegowiny zadebiutował w 2007 roku.
Zmarł 3 kwietnia 2023 roku z powodu guza mózgu.